# Gentianopsis stricta
Gentianopsis stricta är en gentianaväxtart som först beskrevs av Johann Friedrich Klotzsch, och fick sitt nu gällande namn av Sergei Sergeevich Ikonnikov. Gentianopsis stricta ingår i släktet strandgentianor, och familjen gentianaväxter. Inga underarter finns listade i Catalogue of Life.